# Bi-bancarisation
La bi-bancarisation (ou bibancarisation) est la possibilité pour un migrant ou un émigré d'ouvrir deux comptes en banque, l'un dans son pays d'origine, et l'autre dans son pays d'accueil, ce qui lui permettrait des transferts d'argents plus faciles et rapides, et moins couteux, qu'en passant par les sociétés de transferts et de change d'argent, qui prélèvent au passage d'importantes commissions. Dans les années 2010, selon l'Agence française de développement (AFD), les diasporas sont devenues le premier acteur de la solidarité internationale, devant les agences de développement et autres acteurs de l'aide publique au développement. Les systèmes financiers en place ne facilitent cependant pas ces transferts de cet « argent utile » au développement. La bi-bancarisation est présentée par certains comme une solution pouvant faciliter ces transferts, et par d'autres avec le risque d'inverser certains flux d'argent au détriment des populations qui en bénéficiaient et au profit de l'industrie de la finance.

## Contexte: les diasporas au XXIe siècle
Le début du XXIe siècle est marqué par l'explosion de la téléphonie portable et l'extension du Web 2.0 dans les pays en développement. Ces deux médias ont bouleversé la manière dont les diasporas se perçoivent, s'informent et sont en relation avec les familles, la communauté et le pays d'origine. 
Les institutions internationales constatent aussi un accroissement important des sommes d'argent transférées vers le pays d'origine, notamment par la diaspora africaine. Alain Gauvin estime que, dans le contexte mondial d'accroissement des migrations (africaines notamment), cette « manne financière » dépasse déjà celles de l'aide publique au développement et tend à augmenter : la Banque mondiale a estimé qu'en 2018, les transferts d'argent vers l'Afrique du Nord et le Moyen-Orient ont été d'environ 62 milliards USD et de 46 milliards USD vers l'Afrique subsaharienne soit ; c'est 10% de plus qu'en 2017 ; 445 milliards de dollars US devraient être transférés des pays riches vers les populations pays pauvres en 2020 (20% de moins que s'il n'y avait pas eu le contexte de la COVID). Il a été estimé qu'en 2019, 554 milliards de dollars US ont ainsi été transférés, dont près de 90 milliards à destination de l'Afrique, via 200 millions de personnes, argent qui aurait bénéficié à près d'un milliard de personnes dans le monde ; apportant par exemple au pays d'origine plus de 21 milliards de dollars/an au Nigeria ; près de 20 milliards en Égypte ; environ 7,5 milliards au Maroc, ou encore plus de 2,2 milliards au Sénégal et 1 milliard au Mali. Pour la première fois cette somme a même dépassé celle de l'investissement direct à l'étranger (IDE) vers les pays en voie de développement ; elle serait le triple de celle de l'aide publique au développement(APD).
Cet argent, représente jusqu'à 10 % du PIB du pays le recevant Il est essentiellement destiné aux familles restées au pays. 
Certains organismes cherchent à attirer cet argent par des démarchages illicites de membres de la diaspora dans leur pays d'accueil, parfois via des circuits financiers informels hors système bancaire et déclarations (ex : tontines). Plus de 50 % des transferts d'argent des diasporas de l'Europe vers l'Afrique passeraient par des circuits informels (et plus encore pour les transferts intra-africains). Des études suggèrent le "succès" de ces transferts informels pourrait aussi être expliqué par le fait que la population pauvre est peu « bancarisée », par le fait que les  banques et institutions de transfert prennent des commissions trop élevées, et par le fait que certaines réglementations de change freinent les transferts ou en limite le montant. Selon Alain Gauvin il faudrait rapatrier cet argent vers des réseaux bancaires car, selon lui, dans les circuits informels, ils échappent à la lutte contre le blanchiment et du financement du terrorisme. Mais pour d'autres, comme l'ont montré les Panama papiers, les Pandora Papiers et d'autres fuites, de nombreuses banques et avocats d'affaires continuent à une évasion fiscale massive, ainsi qu'au blanchiment parfois. L'argent de la diaspora « échappe » ainsi encore en partie à l'appétit des banques et des milieux d'affaires (selon Alain Gauvin, le transfert via le banques ne représente - dans les années 2010 en Afrique du Nord - qu'environ 30 % des dépôts bancaires ou un peu plus). 
Dans les années 2010, Gérard Tchouassi appelle à une réelle coopération entre les acteurs du développement local, via un « co-développement » qui nécessite notamment une concertation avec les migrants, car ces derniers mobilisent plus efficacement que les États (avec altruisme), l’adhésion et la participation active des zones urbaines et périurbaines aux processus de développement. 
A. Gauvin estime que cette « manne » issue de la diaspora gagnerait à être bancarisée pour aussi servir à financer des investissements économiques plus conséquents. Selon lui, les diasporas (diaspora africaine notamment) bénéficieraient considérablement d'une autorisation de bi-bancarisation associée à de faibles taxes de change.

## Arguments avancés en faveur de la bibancarisation
Au début des années 2020, avec son nouveau partenaire Pascal Agboyibor (avocat d'affaires franco-togolai), Alain Gauvin est présenté comme pionnier du soutien à l'idée de bibancarisation, qu'il présente « comme instrument de financement des pays en voie de développement et comme facteur favorisant l'implication des diasporas dans les relations Nord-Sud ». En France, cette idée est aussi portées par la députée Sira Sylla, 
Les arguments des tenants de la bi-bancarisation sont que :
- en Afrique par exemple, l'argent envoyé au pays par leur diaspora a longtemps visé à répondre aux besoins essentiels des familles et donc à soutenir l'« infrastructure sociale » de base (dont font partie l'accès à la nourriture l'eau, à l'électricité, à l'hygiène, aux soins...)[4], il tend aujourd'hui à aussi viser l'investissement immobilier, dans les infrastructures ou la création d'entreprises ; c'est un argent "utile"[5]. Or, les réglementations des pays d'accueil (en Europe, par exemple) ne facilitent pas ces transferts, selon A Gauvin[1] ; selon lui, un cadre légal de bi-bancarisation faciliterait ces transferts monétaires[1] ;
- ce cadre se substituerait, selon eux aux flux opaques véhiculés par des sociétés de transferts d'argent ou par des filières cachées et/ou illégales susceptible de blanchir de l'argent ou de financer le terrorisme[1] ;
- en aidant les bénéficiaires de l'argent de la diaspora à vivre décemment chez eux, allégeraient probablement la pression migratoire et l'expatriation de survie[1].

## Arguments en défaveur de la bibancarisation
Certains acteurs, comme Meissa M Lo (Consultant en finance de marché), interviewé par Financial Afrik le 3 aout 2020, évoquent diverses craintes :
- la bi-bancarisation est souvent refusée en tant que pouvant faciliter la « fuite de capitaux » vers l'étranger. Elle pourrait encourager des banques du Nord à capter une partie de l'argent des diaspora, lors de leurs conseils à ce nouveaux clients[6]. 
Selon Meissa M Lo, la direction de flux d'argent pourrait non seulement parfois s'inverser et augmenter les fuites de capitaux du sud vers le nord, mais aussi alimenter les paradis fiscaux, ce dont l'Afrique souffre déjà[6]. Il serait en effet alors « facile pour quelqu'un ayant un ami ou proche à l'étranger de sortir des capitaux importants et les placer à l'étranger dans un objectif de blanchiment ou placement dans les paradis fiscaux », au détriment des gens et de l'économie africaine, expliquait-t-il[6]. A Gauvin, répond à cet argument, citant André Cartapanis (du Cercle des économistes)[7], en affirmant que les fonds privés en cause, s'ils étaient introduits dans le circuit bancaire, seraient mieux traçables et donc moins susceptible de blanchir ou cacher des capitaux douteux ou de financer le terrorisme, tout en étant potentiellement créateurs d'emplois, au profit de l'économie mondiale[1] ;
- les banques pourraient ne pas être intéressées : dans les années 2010, 80 % des PME africaines n'avaient pas accès au crédit bancaire, et que dans certains pays où les femmes entrepreneurs représentent plus de 40 % du marché des PME, 88 % d'entre elles ne sont pas « bancarisées » (our celles qui font appel au micro-crédit, les frais de tenue de compte et d'opérations bancaires peuvent être rédhibitoires).
- depuis les années 2000, les banques tendent à augmenter les couts de leurs services, alors que le succès d'une bi-bancarisation nécessiterait au contraire qu'elle n'imposent pas de coût excessifs aux transferts et aux change. Elles doivent cependant aussi respecter leurs contraintes prudentielles vis à vis du blanchiment et du financement du terrorisme[1], ce qui a un coût.

### Pandora Papers
En 2019, le nom d'Alain Gauvin et celui de l'Agence d'avocats pour laquelle il travaillait jusqu'en 2019 apparaissent dans les Pandora Papers.
En 2021, les conclusions d'une enquête présentées par Cash Investigation, basée sur une partie de ces Pandora Papers, révèlent notamment que de 2012 à 2013, Alain Gauvin et le Cabinet d'avocat LPA (Cabinet Lefebvre-Pelletier et associés) ont accompagné Dominique Strauss-Kahn (DSK), alors directeur du FMI, pour conseiller le Royaume du Maroc sur l'évolution de sa législation bancaire et financière, et quant à la création d'une zone franche et place financière dénommée « Casablanca Finance City ». L'un des documents des Pandora Papers montre que le Cabinet Lefebvre-Pelletier, dit LPA-CGR, a touché plus d'un million d'euros de rétrocession d'honoraires pour ce travail. C'est dans ce nouveau paradis fiscal, présenté par lui-même et par A Gauvin comme exemplaire, qu'après ses déboires avec la justice, D. Strauss-Kahn a déclaré la société Parnasse international, qu'il a créé alors qu'il était encore résident français . 
Les documents étudiés pour l'ICIJ par Cash Investigation, montrent que DSK a ainsi évité de payer 800 000 euros d'impôt sur les sociétés en France, tout en étant pour sa société, au Maroc, totalement défiscalisé pour 5 ans après l'inscription, ceci au détriment financier de la France et du Maroc. Toujours selon Cash Investigation, juste avant l'échéance de 5 ans, DSK recréera une autre société (Parnasse global limited), en la basant dans un paradis fiscal considéré parmi les plus opaques de la planète (Ras el Khaïmah, déjà au cœur de l’affaire des « Dubaï Papers »,), aux Émirats Arabes Unis... bien que ce territoire, comme tous les Émirats, soit supposés respecter le droit et des lois basées sur la Charia qui interdit la spéculation financière). La journaliste Elise Lucet montre aussi que DSK a presque réussi à monter dans un pays africain pauvre une banque qui aurait proposé des cartes bleues anonymes prépayées, lesquelles aurait rendu extrêmement facile l'exil fiscal, le blanchiment d'argent et les transferts d'argent sale du sud vers des banques du nord ou de paradis fiscaux. Cette opération a échoué selon son enquêtes en raison de la reprise de conflits armés dans le pays.

## Le cas particulier du Maroc
Le royaume du Maroc (conseillé par DSK et Alain Gauvin, selon les Pandora Papers étudiés par Cash Investigation) a décidé d'encourager ses ressortissants, par exemple au moment des vacances d'été, à déposer de l'argent dans des banques et sociétés d'épargne et de crédits au pays. Pour cela, il a notamment créé une place financière particulièrement attractive pour les capitaux étrangers ou issus de la diaspora. 

## Dans l’Union européenne
Côté UE, en 2020, selon A Gauvin, on entend parler d'une « stratégie sur les paiements de détail »  intégrant « des mesures visant à réduire les coûts des transferts d'argent » et les sommets entre l'Union africaine (UA) et l'Union européenne (UE) pourraient évoquer ce thème.  
Selon Alain Gauvin (2020), dans l'UE, seuls la France, l'Italie, l'Espagne et l'Allemagne semble ouverts à la commercialisation de services bancaires étrangers dans leur pays ;
Cette commercialisation pourraient par exemple être autorisée, à certaines conditions, aux établissements de paiement, aux établissements de monnaie électronique, aux conseils en investissement financier, aux intermédiaires en opérations de banque et de services de paiement, aux courtiers et agents généraux d'assurances et aux démarcheurs personnes physiques (qui souvent sont des PME ou des TPME).

### Position de la France
Des organismes de placement collectif en valeurs mobilières (OPCVM) pourraient financer ces PME.  Une loi française de 2014 permet, à certaines conditions, à des banques étrangères inscrites sur la liste des pays bénéficiaires de l'aide publique au développement (liste dressée par l'OCDE), d'offrir des services bancaires en France et, donc, de cibler les diasporas. Mais cette disposition et peu connue, nécessite une condition difficile à remplir, et semble intéresser peu de banques. Ceci fait qu'après six ans, seules deux banques étrangères, marocaines, avaient été autorisées à le faire. 
A l'assemblée nationale, Sira Sylla, députée et membre de la Commission des Affaires étrangères, a tenté de modifier cette loi, en envisageant la bi-bancarisation comme solution.
Elle a déposé, le 28 juillet 2020, une proposition de loi intitulé « Bi-bancarisation : proposition de loi permettant l'assouplissement des modalités de commercialisation des services bancaires étrangers et l'élargissement de la gamme des services commercialisables, n° 3259. », pour compléter une loi de 2014 portant sur les services qu'une banque étrangère peut offrir en France (dépôt, crédit et moyen de paiement). Sira Sylla propose que ces banques étrangères puissent aussi offrir des produits de placement collectif dont l'objet serait de collecter de l'épargne longue pour l'allouer aux secteurs économiques jugés prioritaires par l'État récipiendaire. 
Un amendement adopté en commission à l'AN prévoit que le Gouvernement remette au Parlement deux nouveaux rapports :
1. l'un sur une évaluation du dispositif dit de « bi-bancarisation » établi par l'article 11 de la loi n° 2014-773 du 7 juillet 2014 ;
2. l'autre examinant les modalités de réduction des coûts de transaction des envois de fonds effectués par des personnes résidant en France vers des personnes résidant dans des pays éligibles à l'aide publique au développement[1].

La proposition de loi vise aussi :
- à lever un frein, car en 2020, une banque africaine voulant commercialiser ses services en France doit signer une convention de commercialisation avec un établissement de crédit autorisé à exercer en France ; mais peu de banques en France semblent intéressées par une telle convention, qui implique pour elles de commercialiser des services dont elles n'ont pas contrôlé l'élaboration, au service de clients dont elles ne sont pas familières[1]. L'autre solution, ouverte par la loi de 2014, est que la banque africaine crée un établissement de crédit agréé en France puis passe passerait une convention avec cet établissement, c'est ce qu'on fait deux banques marocaines, mais cette solution est plus coûteuse et lourde, surtout si la banque africaine souhaite uniquement commercialiser ses services bancaires africains[1].
- à autoriser d'autres acteurs (établissements de paiement, établissements de monnaie électronique, intermédiaires en opérations de banque et de services de paiement, conseillers en investissement financiers, démarcheurs, courtiers et agents d'assurances) à commercialiser des services bancaires africains [1].

#### Articles généraux
- Politique bancaire
- Secteur financier
- Établissement financier
- Liste de banques par pays
- Banque publique
- Établissement de crédit
- Commerce
- Banque directe
- Banque en ligne
- Deux cents familles
- Néo-banque
- Codéveloppement

#### Techniques
- Diaspora
- Diaspora africaine
- Diaspora marocaine
- Monnaie privée
- Établissement de crédit
- Conseiller en investissements financiers
- Intermédiaire en opérations de banque et en services de paiement
- Droit bancaire
- Droit de la distribution bancaire
- Système bancaire alternatif
- Banque solidaire
- Crédit coopératif
- Gestion Actif-Passif
- Tiers-investissement
- Assurance
- Réassurance